# Jasmin Engel
Jasmin Engel (* 28. Februar 1982 in Aschaffenburg) ist eine deutsche Schriftstellerin.

## Leben und Werk
Jasmin Engel schloss 2001 in Aschaffenburg eine Ausbildung zur Fremdsprachenkorrespondentin ab. 2005 zog sie nach Darmstadt, holte ihr Abitur per Fernstudium nach und befasste sich zunehmend mit dem kreativen Schreiben.
Jasmin Engel schreibt hauptsächlich in den Bereichen Historische Fantasy und Dark Fantasy sowie Romantasy. Neben ihren Romanen hat sie zahlreiche Kurzgeschichten und Gedichte in unterschiedlichen Anthologien veröffentlicht. Sie ist Mitglied im Phantastik-Autoren-Netzwerk.

## Werke
- Die Götter der Dämmerung. Oldib Verlag, 2020, Taschenbuch, ISBN 978-3-939556-78-7.
- Die Traumreisende – Nachtblüten. Legionarion Verlag, 2022, Taschenbuch und E-Book, ISBN 978-3-96937-082-7.
- Eresh und die zwei Planeten. Lycrow Verlag, 2023, Taschenbuch und E-Book, ISBN 978-3910791107.
- Secrets of Time – Das Schicksal der Halbgöttin (Neuauflage von Eresh und die zwei Planeten). Lycrow Verlag, 2024, Taschenbuch und E-Book, ISBN 978-3989425514.
- Erträumt – Die Nächte des Schicksals. Realm & Rune Verlag, 2025, Taschenbuch und E-Book, ISBN 978-3-69026-011-4